# Чемпионат Пуэрто-Рико по футболу
Чемпионат Пуэрто-Рико по футболу (исп. Liga Nacional de Fútbol de Puerto Rico) — высший дивизион национального футбольного чемпионата Пуэрто-Рико. Лига была основана 25 июля 2009 года.

## История
Лига была основана 25 июля 2009 года как второе подразделение Лиги футбола Пуэрто-Рико (Puerto Rico Soccer League — PRSL), которая в то время была высшим дивизионом в Пуэрто-Рико. Первоначально в Лиге Насьональ (LNF) было 16 команд, которые были распределены на две группы по 8 (Восточный и Западный дивизионы) в регулярном сезоне.
Дебютный сезон начался матчами «Ябукоа Борикен» — «Маунабо Леонес» и «Сан-Хуан Юнайтед» — «Клуб Депортиво Галлитос». Обе игры проводились в городе Ябукоа. В финальном матче плей-офф «Маунабо Леонес» выиграл у «Баямона».
В 2010 году размер лиги был увеличен до 21 команды, разделённых на четыре дивизиона. В плей-офф встречались лучшие команды из каждого дивизиона.
В сезоне 2011 года в лиге участвовали 17 команд, а дивизионы были объединены.
В 2012 году LNF стала высшей футбольной лигой в Пуэрто-Рико после сливания с PRSL.

## Клубы
| Академиа Кинтана    | Сан-Хуан | Хирам Биторн Стадиум           | 18 264 | 2009-2011, 2013, 2016-н.в. |
| Баямон              | Баямон   | Хуан Рамон Лубриэль Стадиум    | 22 000 | 2009-2013, 2015-н.в.       |
| Гуаяма              | Гуаяма   | Канча де Баломпие              | 1 000  | 2012-н.в.                  |
| Исабела Сокер Клаб  | Исабела  | Писта Франсиско «Пако» Думенг  |        | 2016-н.в.                  |
| Криольос де Кагуас  | Кагуас   | Асоциасьон Сентрал де Баломпие | 1 200  | 2009-н.в.                  |
| Леонес              | Понсе    | Эстадио Франсиско Монтанер     | 11 537 | 2011-н.в.                  |
| Маунабо Леонес      | Маунабо  |                                |        | 2016-н.в.                  |
| Метрополитан        | Сан-Хуан |                                |        | 2016-н.в.                  |
| Мирабелли           |          |                                |        | 2016-н.в.                  |
| Пуэрто-Рико Джайент |          |                                |        | 2016-н.в.                  |
| Пуэрто-Рико Юнайтед | Агуада   | Агуада Стадиум                 | 4,000  | 2016-н.в.                  |
| Спартанс            | Сан-Хуан |                                |        | 2016-н.в.                  |
| Торнадос де Умакао  | Умакао   | Нестор Моралес Стадиум         |        | 2012-н.в.                  |
| Ябукоа              | Ябукоа   | Писта Атлетика Адан Фонсека    |        | 2014-н.в.                  |